# جريجور كوبل
جريجور كوبيل (6 ديسمبر 1997 بزيورخ في سويسرا - ) هو لاعب كرة قدم سويسري يلعب في مركز حراسة المرمى برفقة نادي بوروسيا دورتموند الألماني.

## روابط خارجية
- جريجور كوبيل على موقع الاتحاد الأوربي (الإنجليزية)
- جريجور كوبيل على موقع قاعدة بيانات كرة القدم.إي يو (الإنجليزية)
- جريجور كوبيل على موقع ليكيب (الفرنسية)
- جريجور كوبيل على موقع ناشيونال فوتبول تيمز (الإنجليزية)
- جريجور كوبيل على موقع Soccerway.com (الإنجليزية)
- جريجور كوبيل على موقع عالم كرة القدم.نت (الإنجليزية)
- جريجور كوبيل على موقع AS.com (الإسبانية)